# Causus bilineatus
Espèce
Causus bilineatus est une espèce de serpents de la famille des Viperidae. 

## Répartition
Cette espèce se rencontre :
- en Angola ;
- dans le sud de la République démocratique du Congo ;
- au Rwanda ;
- dans l'ouest de la Tanzanie ;
- en Zambie.

## Publication originale
- Boulenger, 1905 : A list of the batrachians and reptiles collected by Dr. W. J. Ansorge in Angola with descriptions of new species. Annals and Magazine of Natural History, sér. 7, vol. 16, p. 105-115 (texte intégral).